# 成田豐
成田豊（日语：／ Narita Yutaka，1929年9月19日—2011年11月20日），是日本的实业家，出生于京城府。是广告代理商电通的会长、最高顾问。2010年6月任电通名誉相谈役。1993年以来处在电通的高层。

## 生平
1929年，出生于日本统治下朝鲜的忠清南道天安郡。（一般的说法认为他出生于京城府（即现在的首尔），但确切的说他出生于天安（位于首尔南部100km））。1953年毕业于东京大学法学部，进入电通，1993年成为第9任代表取缔役社長。2002年担任第2任代表取缔役会長。2004年担任电通最高顾问。2009年获得韩国政府的修交勳章光化章和日本的旭日大綬章。2011年11月20日因为肺炎在东京都文京区的医院逝世，享年82岁。

## 任职
- 日本广告业协会会长
- 2005年世界博览会协会评议员
- 国际联合世界粮食计划署顾问
- 日本对外文化协会顾问
- 安心社会实现会议座长
- 日本ABC协会会长